# 이쓰쓰지 소시
이츠츠지 소우시/무네코(일본어: 五辻 宗子 いつつじ そうし/むねこ[*], 생몰년 미상)는 가마쿠라 시대 말기의 여관이다. 고니조 천황의 후궁이다. 황태자 쿠니요시 친왕의 어머니이다. 참의 이츠츠지 무네치카의 딸이다. 나이시노스케이다.
후지와라 북가 카잔인류 이츠츠지가 출신이다. 아버지는 정3위 참의 이츠츠지 무네치카 (1242년 - 1302년)이다. 어머니는 알려지지 않았다. 단텐몬인 이츠츠지 츄시 (고우다인의 후궁. 고다이고 천황의 어머니)는 숙모, 준삼궁 이츠츠지 츠네코 (후시미인의 후궁. 고후시미 천황의 어머니)는 조카에 해당한다.
쿠니하루 친왕 (후의 고니조 천황)을 섬겨, 츄나곤노스케/츄나곤노텐지 (中納言典侍)라 불리며, 쿠니요시 친왕, 쿠니미 친왕의 2남을 낳았다.